# Stanislavka
Stanislavka  (ucraniano: Станіславка) es una localidad del Raión de Kotovsk en el Óblast de Odesa de Ucrania. Según el censo de 2021, tiene una población de 1097 habitantes.